# Роже, Гюстав Ипполит
Гюстав Ипполит Роже (фр. Gustave-Hippolyte Roger; 17 декабря 1815, Париж — 12 сентября 1879, Париж) — французский оперный певец (тенор).

## Биография
Родился в парижском пригороде Ла-Шапель-Сен-Дени (ныне в состав Парижа), был сыном нотариуса и, по материнской линии, внуком одного из первых директоров театра Амбигю-Комик. Очень рано осиротев, он был доверен своему дяде по отцовской линии, который предназначал его для работы нотариусом и устроил его клерком в Монтаржи. Однако увлечённый театром Роже по достижении совершеннолетия поступил в 1836 году в Парижскую консерваторию, где был одним из последних учеников Блеза Мартена. Уже в 1837 году окончил курс с первыми премиями по вокалу и декламации.

## Карьера
В 1838 г. дебютировал в Опера-комик, быстро заняв господствующее положение в составе и вытеснив из него Луи Ревиаля. Для Роже написан ряд ведущих теноровых партий в операх Фроманталя Галеви, Даниэля Обера и Амбруаза Тома, в 1846 г. он стал первым исполнителем партии Фауста в «Осуждении Фауста» Гектора Берлиоза. В 1848 г. перешёл из Опера-комик в Гранд-опера, где на следующий год стал первым исполнителем главной партии в опере Джакомо Мейербера «Пророк». Гастролировал в Англии и Германии, однако после того, как в 1859 г. в результате несчастного случая Роже потерял правую руку, его карьера пошла на убыль, хотя он и выступал некоторое время с протезом. С 1868 г. профессор вокала в Парижской консерватории. Посмертно опубликованы мемуары Роже «Записная книжка одного тенора» (фр. Le carnet d’un ténor; 1880).
На рубеже XIX—XX веков широкое хождение имела святочная история о том, как трое мальчишек встретили нищего старика-скрипача, который больше не мог играть, и устроили в его пользу уличный концерт, — а когда выросли, то стали композитором Шарлем Гуно, оперным певцом Гюставом Роже и скрипачом Адольфом Эрманом.
По словам Э. Ганна, Роджер был превосходным актёром, но его голос, идеально подходящий для репертуара оперного комикса, оказался слишком лёгким для ролей, сыгранных в Опере, и его связки подвергались износу.